# Десант у мыса Домеснес
Десант у мыса Домеснес (или Домеснесский десант, десант у Саунакена, десант в Рижском заливе) — тактическая десантная операция российского Балтийского флота и армии, проведённая 9 (22) октября 1915 года во время Первой мировой войны.

## Предыстория
В ходе Великого отступления к концу июля 1915 года северный фланг русско-германского фронта упирался в побережье Рижского залива в 30-40 километрах восточнее Риги. В сентябре-октябре 1915 года немецкие войска усиленно атаковали в направлении Риги. Однако в Рижском заливе господствовал российский Балтийский флот, оказывавший активную поддержку войскам оборонявшейся здесь 12-й армии особенно усилившуюся после отражения попытки германского флота разбить русские Морские силы Рижского залива в июле-августе 1915 года. Корабли активно обстреливали позиции и укрепления противника.

## Ход операции
Для дезорганизации тыла противника, отвлечения его сил с фронта и получения разведывательных сведений об его обороне было решено высадить тактический десант. Изначально местом высадки десанта был намечен населённый пункт Роен, но из-за сильного волнения моря в месте высадки её перенесли к деревне Саунакен, в 7 километрах от мыса Домеснес.
В операции были задействованы броненосец «Слава», канонерские лодки «Грозящий» и «Храбрый», авиатранспорт «Орлица», корабли Минной дивизии (5-й, 6-й и 9-й дивизионы миноносцев), несколько тральщиков. В десант были выделены 2 роты морской бригады, пулемётная команда из моряков «Славы», спешенный эскадрон 20-го Финляндского драгунского полка — всего 490 человек, 3 пулемёта, 3 автомата). По другим данным, численность десанта составляла 22 офицера и 514 рядовых, итого 536 человек. Десантом командовал командир эскадренного миноносца «Инженер-механик Дмитриев» П. О. Шишко. Операцией руководил начальник Минной дивизии капитан 1-го ранга А. В. Колчак, держащий флаг на «Славе».
На рассвете 9 (22) октября 1915 года корабли подошли к пункту высадки. Гидросамолёты с авиатранспорта «Орлица» (4 аппарата) произвели разведку местности и предварительные бомбовые удары. «Слава» выполнила отвлекающую бомбардировку, а затем присоединилась к артиллерийской поддержке десанта (выпущено 60 6-дюймовых снарядов). Затем под прикрытием огня кораблей десант на баркасах начал высадку. Немецкое командование решило, что происходит обычный обстрел побережья русским флотом и мер противодействия не приняло. Поэтому десант высадился без сопротивления со стороны противника, на берегу привёл себя в порядок (проявилось последствие поспешного формирования десантного отряда из ряда мелких подразделений, не сколоченных внутри себя и не имеющих налаженного взаимодействия друг с другом) и в боевых порядках выдвинулся к мысу Домеснес для уничтожения ранее выявленных там береговых укреплений, а также маяка. В пути следования произошли внезапные боевые столкновения с двумя отрядами ландвера (примерно по 70 человек в каждом, общей численностью до роты), которые несли охранную службу на побережье, причём в одном из этих боестолкновений десант бросился на растерявшихся от неожиданности немцев в штыки. В ходе боя корабельная артиллерия содействовала действиям десанта.
Прибыв на мыс Домеснес, десант уничтожил блиндажи, наблюдательные пункты, окопы, иные объекты военного назначения, а также взорвал ряд мостов на прибрежных дорогах. В числе трофеев оказались важные документы об организации немецкой обороны. После выполнения задачи десант в полном составе был принят на корабли, которые около 17-50 местного времени покинули место операции. Германские корабли и аэропланы в ходе операции не появлялись, воздушная разведка в последние часы операции выявила движение крупных колонн германских войск к Домеснесу, но не успевших вступить в бой.

## Результаты
В итоге немцы потеряли убитыми 43 человека (в числе убитых был найден 1 офицер), 7 солдат были захвачены в плен и вывезены с десантом, число раненых неизвестно. Потери десанта — 4 тяжелораненых. Итогом операции стала также паника в немецком тылу. На оборудование противодесантной обороны побережья немецкое командование бросило большие силы, включая снятые с фронта. 
Операция стала крупнейшим русским десантом в ходе первой мировой войны.